# Aer-Lingus-Flug 712
Aer-Lingus-Flug 712 war die Flugnummer eines Linienfluges der irischen Fluggesellschaft Aer Lingus von Cork nach London, der am 24. März 1968 aus ungeklärter Ursache mit einem Absturz endete. Bei dem Unfall wurden alle 61 Insassen getötet. In Irland wird der Absturz oft als Tragedy at Tuskar Rock (dt.: Tragödie am Tuskar Rock) bezeichnet.

## Der Unfall

### Unfallhergang
Die Maschine vom Typ Vickers Viscount 803 mit dem Taufnamen „St. Phelim“ hob vom Flughafen Cork um 11:32 Uhr Ortszeit ab und hätte um 12:48 Uhr Ortszeit auf dem Flughafen London-Heathrow landen sollen. Der Wetterbericht sagte Bewölkung voraus, es waren keine widrigen Bedingungen zum Fliegen erwartet worden.
Der letzte reguläre Funkspruch, eine Positionsmeldung, wurde um 11:56 Uhr empfangen. Um 11:57 Uhr erreichte den Tower in Heathrow eine verstümmelte Nachricht, wonach das Flugzeug ins Trudeln geraten sei. Die Maschine stürzte aus einer Höhe von 17.000 ft (ca. 5.180 m) in der Nähe des zum irischen County Wexford gehörenden Tuskar Rock ins Meer.
Wenige Minuten nach dem Funkspruch wurde ein Such- und Rettungseinsatz gestartet, an dem sich zuerst zwei Fregatten sowie diverse andere Schiffe der Royal Navy und eine Avro Shackleton der Royal Air Force beteiligten. Darüber hinaus wurde über die Küstenfunkstelle Land’s End Radio (GLD) eine Nachricht an alle in der Nähe befindlichen Handelsschiffe übermittelt. Aus Irland wurde ein Hubschrauber entsandt. Durch die eintreffenden Flugzeuge konnten im Wasser treibende Gegenstände gesichtet werden, Überlebende wurden jedoch nicht gefunden.

### Ursachenermittlung
Das Unfallflugzeug hatte zum Zeitpunkt des Absturzes ungefähr 18.800 Flugstunden absolviert. Der 35-jährige Flugkapitän stand seit 1956 im Dienst der Aer Lingus. Er hatte insgesamt 6.683 Flugstunden, davon 1.679 auf diesem Muster. Sein 22-jähriger Copilot hatte insgesamt 1.139 Flugstunden, davon 900 auf Flugzeugen des Typs Vickers Viscount.
Die im Tower in Heathrow gemachten Mitschnitte der Funksprüche wurden einen Tag nach dem Unfall abgehört. Aufgrund der Analyse konnte der verstümmelte Funkspruch um 11:57 Uhr eindeutig dem verschollenen Flugzeug zugeordnet werden. Bereits zu diesem Zeitpunkt wurden ein Motorversagen oder eine Kollision als Unfallursache ausgeschlossen. Am folgenden Tag wurden die ersten Leichen sowie Trümmer des Flugzeuges geborgen und von der Fregatte HMS Hardy nach Wexford gebracht. Die aufgefundenen Leichen trugen alle Schwimmwesten.
Bereits drei Tage nach dem Absturz wurde über ein strukturelles Versagen des Flugzeugs spekuliert, da einige Trümmer weit entfernt von der eigentlichen Unfallstelle gefunden wurden. Die Untersuchungskommission entschloss sich daher zur Bergung der im Meer liegenden Trümmer, da diese Hinweise auf die Unfallursache geben sollten. Dies erschien bei einer Wassertiefe von 255 ft (78 m) möglich. Im Laufe der Bergungsmaßnahmen bargen Taucher etwa 60 Prozent des Wracks.
Die Untersuchungen der Unfallursache dauerten über zwei Jahre, der Grund des Absturzes konnte jedoch nicht ermittelt werden.

### Gerüchte um die Absturzursache
Es hielt sich über Jahrzehnte das Gerücht, dass das Flugzeug von einer britischen Versuchsrakete abgeschossen worden sei. Innerhalb der Gemarkung der Gemeinde Aberporth im Westen Wales’ und entlang der Flugroute dem irischen Ufer gegenüberliegend befand sich zu diesem Zeitpunkt das modernste Raketentestgelände des britischen Militärs.
In den Jahren nach dem Absturz meldeten sich Zeugen, die die sogenannte „Raketentheorie“ bestätigen wollten. Unter diesen Personen befand sich auch ein Besatzungsmitglied der britischen Fregatte Penelope, das behauptete, dass Wrackteile, die von der Penelope aufgenommen worden waren, heimlich nach Großbritannien gebracht worden seien.

### Erneute Untersuchung 2002
Im Jahr 2002 förderte eine erneute Überprüfung der irischen Flugunfalluntersuchungsstelle Air Accident Investigation Unit (AAIU) zu Tage, dass Wartungsunterlagen der Aer Lingus für eine im Dezember 1967 durchgeführte Routineinspektion im Jahr 1968 nicht auffindbar waren. Vielmehr führte die Behörde schon nach dem Unfall Untersuchungen hinsichtlich der Wartungsintervalle und -bücher der Vickers Viscount EI-AOM durch. Sie konzentrierte sich dabei auf Defekte am Flugzeug, die in den Wartungsunterlagen eingetragen waren. Diese Untersuchungen fehlten jedoch 1970 im Abschlussbericht zum Flugzeugabsturz. Daraufhin setzte die irische Regierung eine neue Untersuchungskommission ein, die schließlich zu dem Ergebnis kam, dass der Absturz eine Verkettung unglücklicher Umstände war. Ursache war ein Versagen des linken Höhenruders, ausgelöst entweder durch Materialermüdung, Korrosion, Flattern oder Vogelschlag, wobei die flatterinduzierte Materialermüdung der Steuerstange des Trimmruders als wahrscheinlichster Grund angegeben wird.

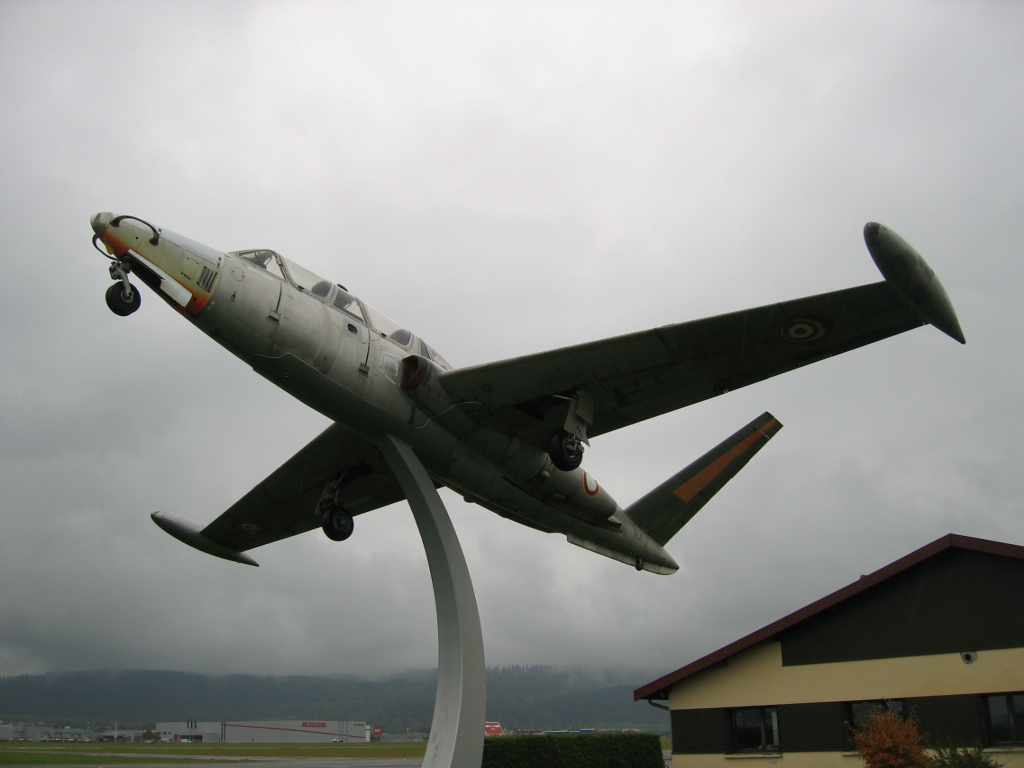
Eine Fouga Magister (Vergleichsmodell)

Im März 2007 behauptete ein pensionierter Angehöriger der Royal Air Force (RAF), der selbst Chef-Fluglehrer am RAF-Stützpunkt Little Rissington gewesen war, dass der Absturz durch eine Kollision zwischen der Vickers Viscount und einem Militärflugzeug französischer Bauart der irischen Luftstreitkräfte verursacht worden sei, das in diesem Luftraum Übungsflüge absolviert habe. Er habe Beweise, dass ein Schulflugzeug des Typs Fouga Magister mit der Aer-Lingus-Maschine kollidiert sei. Die Fouga Magister sei dem Hilferuf nachgekommen, das Fahrwerk der Viscount zu überprüfen, welches sich nicht ordnungsgemäß verriegelt habe. Während alle Insassen des Fluges 712 in dem darauf folgenden Absturz getötet wurden, hätten die beiden Insassen der Fouga Magister den Unfall durch Betätigen der Schleudersitze überlebt. Die französischen und irischen Behörden hätten daraufhin die Verschleierung der Tatsachen vereinbart, das Wrack der Fouga Magister müsse jedoch noch vor der Küste von Wexford am Grund des Meeres zu finden sein.
Diesen Behauptungen widersprach Captain Mike Reynolds, ein pensionierter Schiffsführer, Inhaber einer Pilotenlizenz und Autor des 2003 erschienenen Buches Tragedy at Tuskar Rock.
Ein Mitglied der Untersuchungskommission belegte die Aussagen des Untersuchungsberichtes aus dem Jahr 2002, wonach französische und australische Experten die Möglichkeit ausschlossen, dass die Viscount mit einem anderen Flugzeug zusammengestoßen oder von einer Rakete getroffen worden sei. Die internationale Untersuchung sei zu dem Ergebnis gekommen, dass die Unfallursache ein strukturelles Versagen war, welches durch Materialermüdung, Korrosion, Flattern oder Vogelschlag verursacht wurde.
Ein Sprecher der irischen Streitkräfte bestritt die Behauptungen des pensionierten RAF-Angehörigen und erklärte, es gebe keinen Beweis dafür, dass eine Maschine der Irischen Luftstreitkräfte zum Unfallzeitpunkt in der Nähe gewesen sei. Die Fouga Magister sei nicht vor 1976 von der irischen Luftwaffe in Dienst gestellt worden. Allerdings konnte er nicht erklären, warum Anlage 5.2.g des Untersuchungsberichtes in der Luftfahrzeugrolle des Jahres 1968 der irischen Luftwaffe eine Fouga Magister aufführt.